# Nationaal Park Zjoeratkoel
Nationaal Park Zjoeratkoel (Russisch: Зюраткуль национальный парк) is een nationaal park gelegen in de oblast Tsjeljabinsk van Rusland en ligt geografisch gezien in de Zuidelijke Oeral. De oprichting vond plaats op 3 november 1993 per decreet (№ 1111/1993) van de regering van de Russische Federatie en heeft een oppervlakte van 882,49 km².

## Kenmerken
Nationaal Park Zjoeratkoel maakt deel uit van de Zuidelijke Oeral en bestaat uit verschillende bergketens en geïsoleerde bergtoppen. De belangrijkste bergketens worden gevormd door de Zjoeratkoelrug, Noergoesjrug en de Oerengarug. De Noergoesjrug bereikt de grootste hoogte, met 1.627 m boven zeeniveau. De toppen van de bergketens zijn bedekt met bergtoendra. Dit type biotoop kan gevonden worden vanaf de 1.000 à 1.100 meter hoogte en de toppen bevinden zich als eilanden in het landschap. Ook het Zjoeratkoelmeer bevindt zich op het grondgebied van het nationaal park en is een van de hoogste bergmeren (724 m) van de Zuidelijke Oeral. De verspreiding van biotopen hangt sterk af van de verticale zonering. Boreale bossen kunnen gevonden worden op hoogten vanaf 650 à 680 meter. Deze bestaan voornamelijk uit sparren, zilversparren, berken en espen. Deze bossen bezetten ongeveer 90% van het terreinoppervlak. Bijzonder zijn de bijna pure Siberische lariksbestanden (Larix sibirica) die zich uitstrekken over een 15 km lange stook, over de westelijke hellingen van de Oerengarug.

## Fauna
Vogels zijn de best vertegenwoordigde groep binnen de gewervelde dieren. In de bergen kunnen soorten worden aangetroffen zoals het korhoen (Lyrurus tetrix), poelsnip (Gallinago media), velduil (Asio flammeus), paapje (Saxicola rubetra) en tapuit (Oenanthe oenanthe). Hierbeneden, in sparren-zilversparrenbossen, kunnen andere vogelsoorten worden aangetroffen, waaronder de houtsnip (Scolopax rusticola), oeraluil (Strix uralensis) en drieteenspecht (Picoides tridactylus). Algemene zoogdieren die hier ook leven zijn de boommarter (Martes martes), rosgrijze woelmuis (Myodes rufocanus) en eekhoorn (Sciurus vulgaris). Minder algemene zoogdieren zijn de bruine beer (Ursus arctos), Euraziatische lynx (Lynx lynx) en eland (Alces alces). In dennen- en lariksbestanden is het auerhoen een redelijk goed vertegenwoordigde soort en ook de sperweruil (Surnia ulula) broedt in Nationaal Park Zjoeratkoel. Moerasachtige gebieden herbergen o.a. kraanvogels (Grus grus), watersnippen (Gallinago gallinago) en krekelzangers (Locustella fluviatilis). Daarnaast biedt het Zjoeratkoelmeer leefruimte aan vissen als vlagzalm (Thymallus thymallus) en kwabaal (Lota lota).

## Afbeeldingen

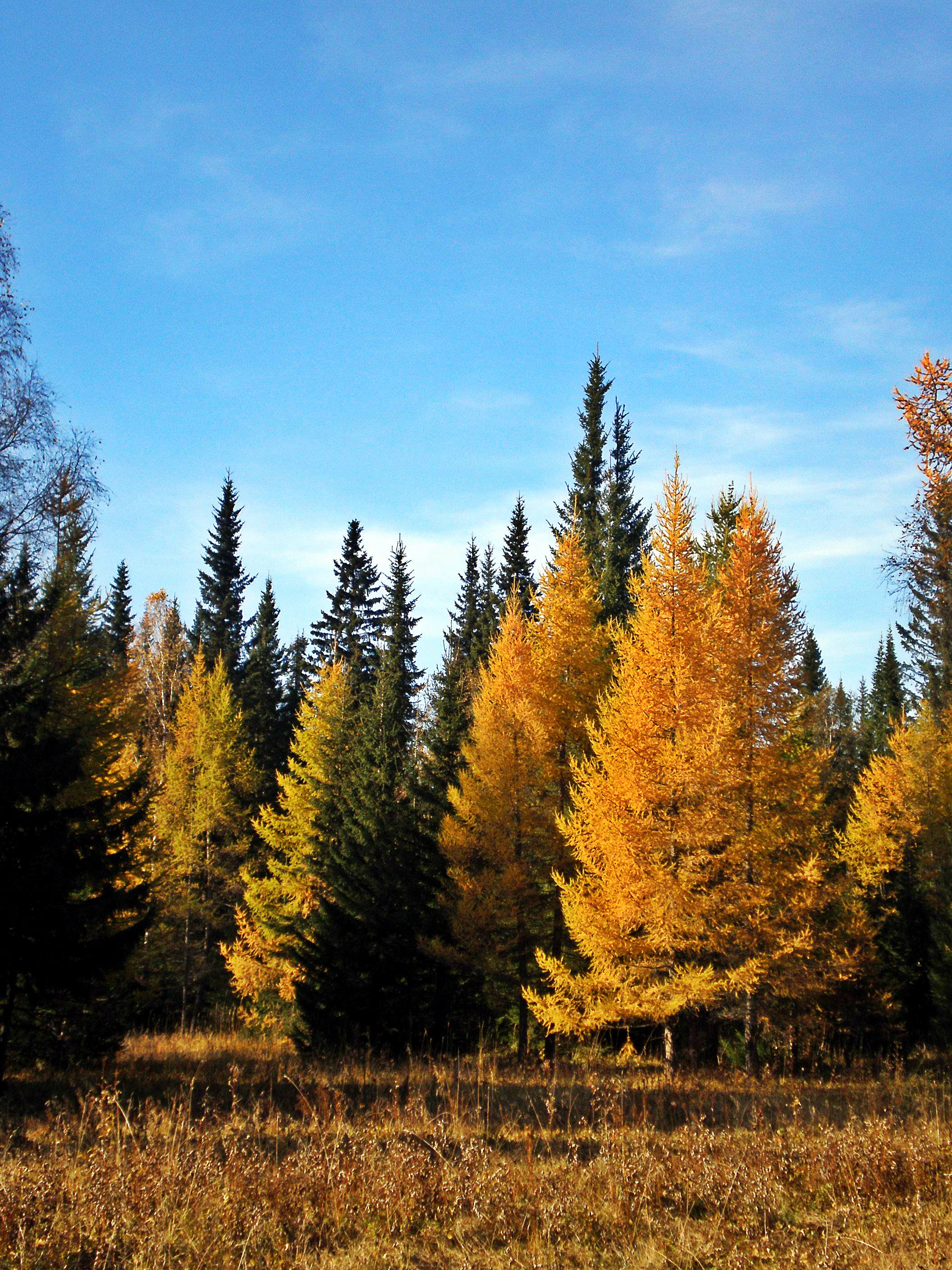
Siberische lariksen (Larix sibirica) in herfstkleur.
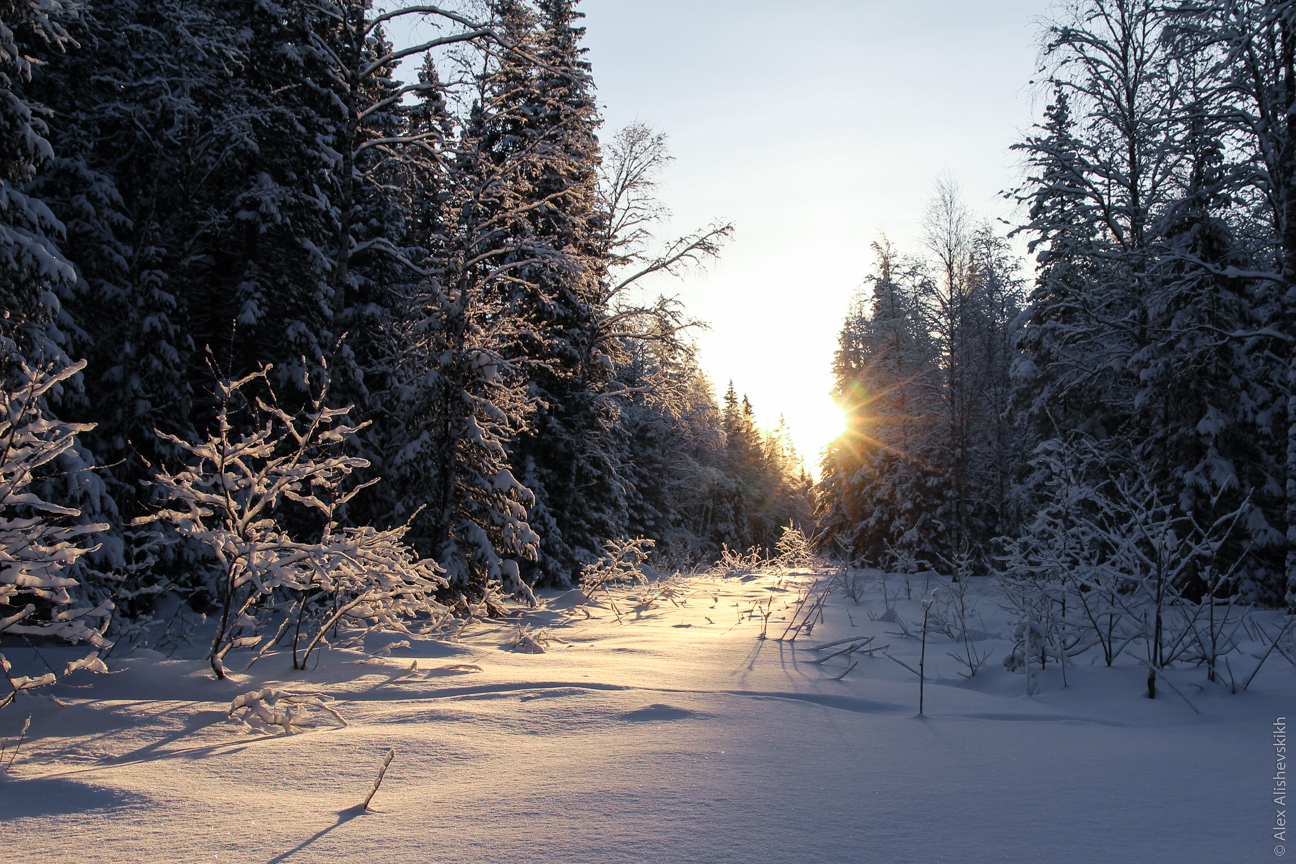
Winterse taiga.
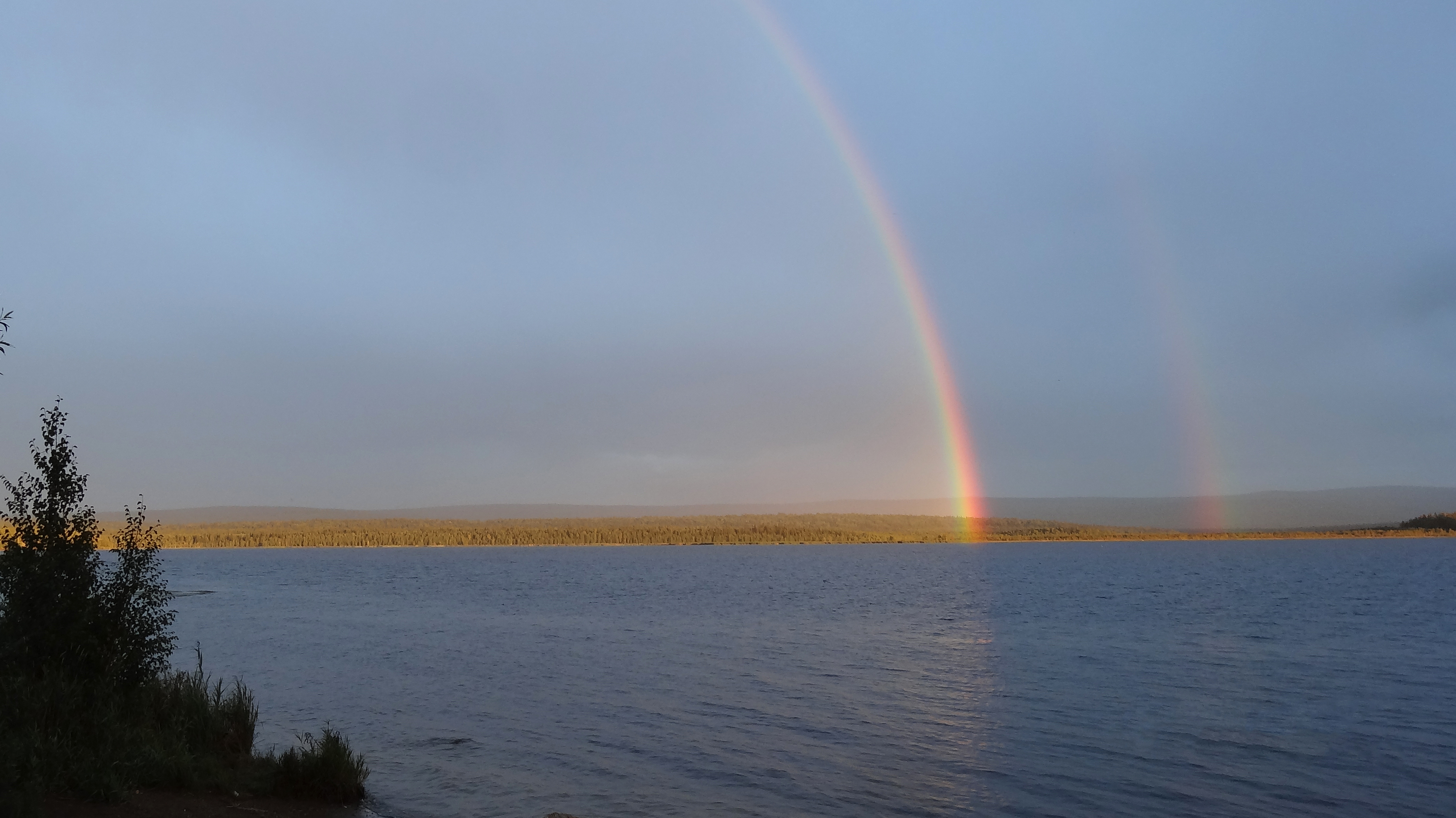
Een regenboog over het Zjoeratkoelmeer.
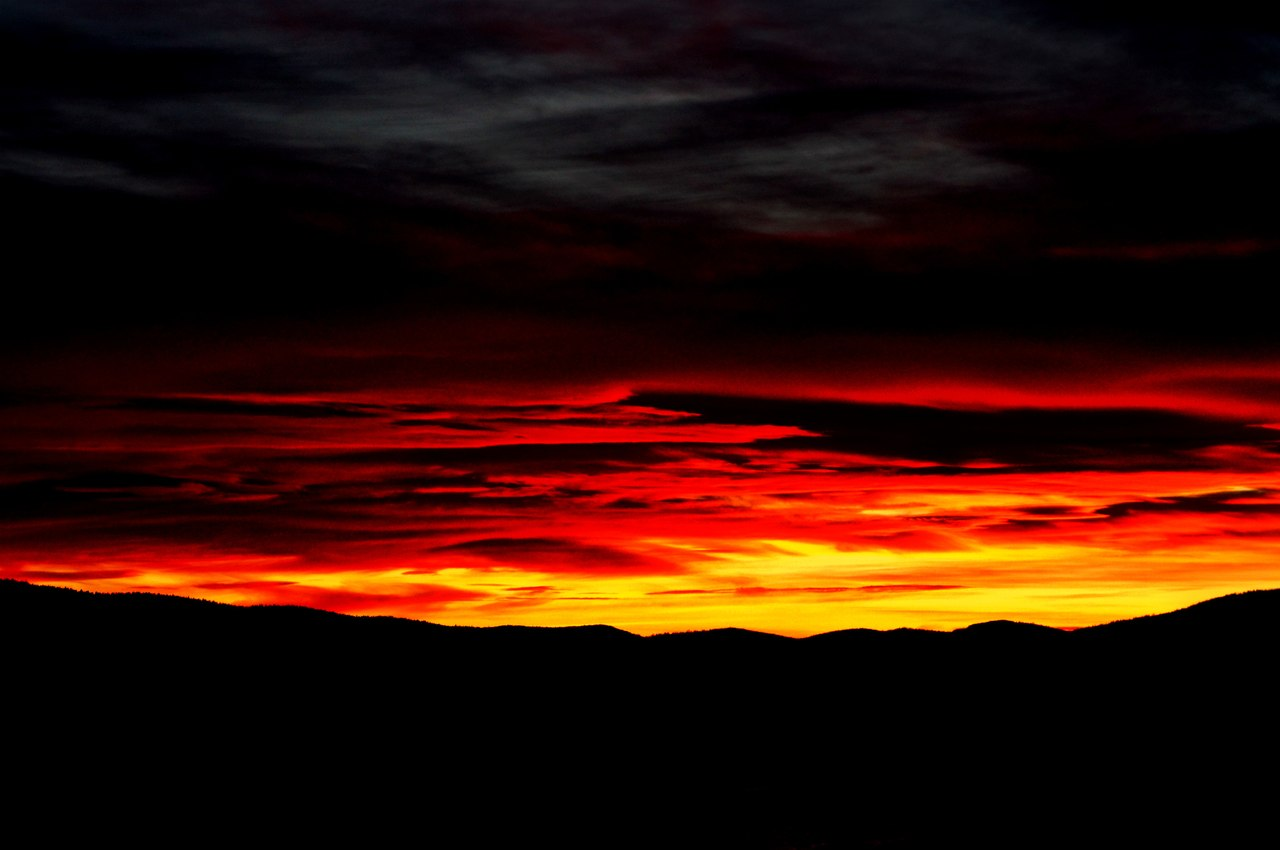
Zonsondergang over Nationaal Park Zjoeratkoel.
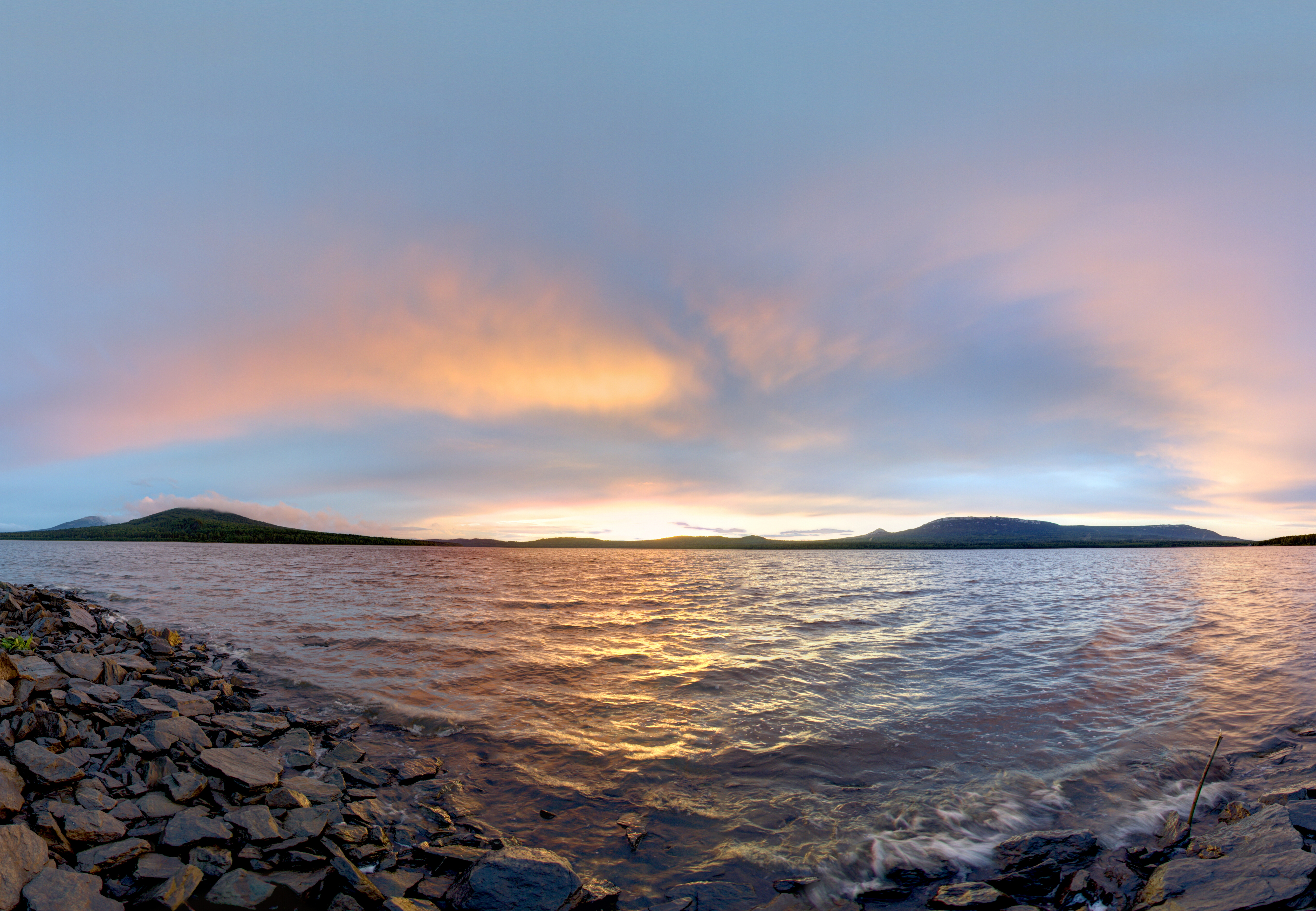
Uitzicht op de Zjoeratkoelrug vanaf het Zjoeratkoelmeer.
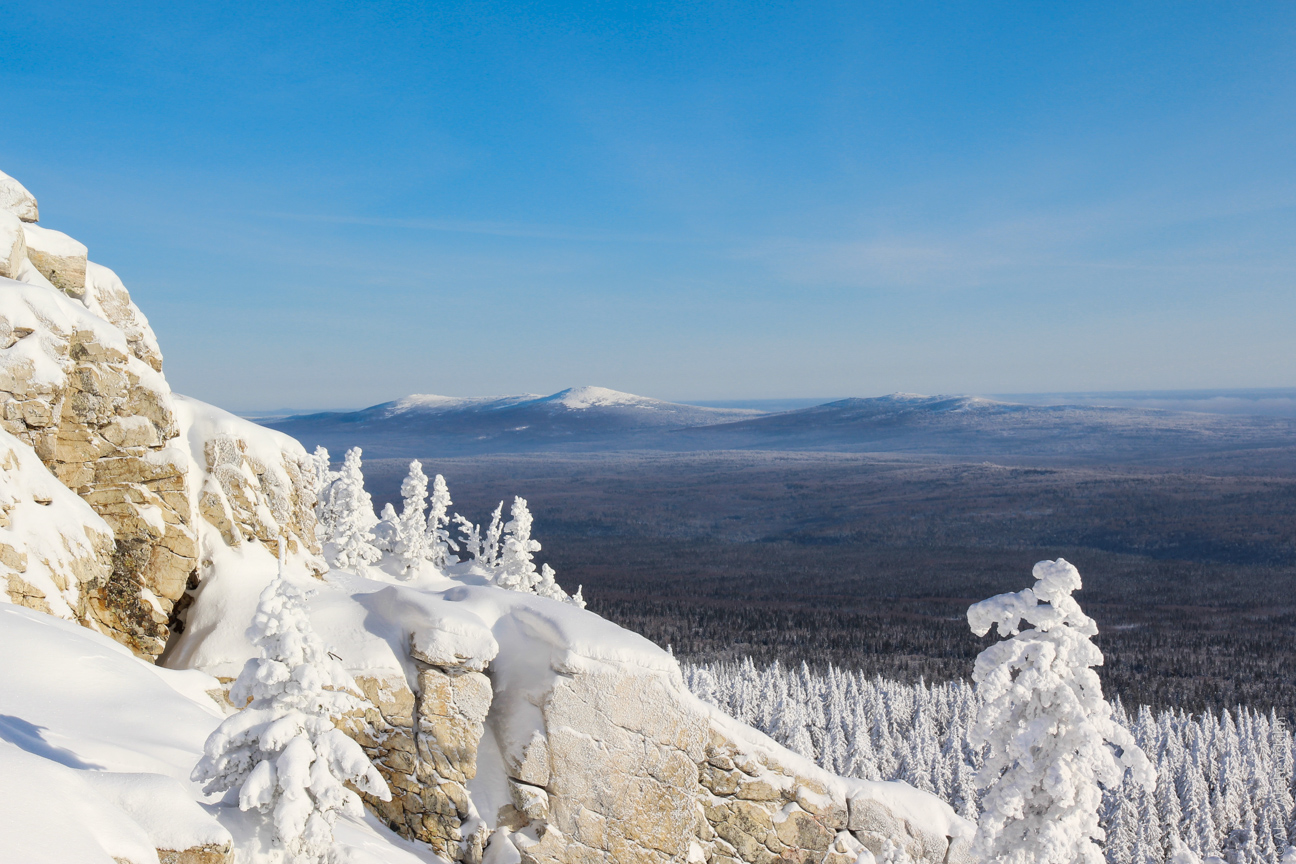
Besneeuwde hellingen.
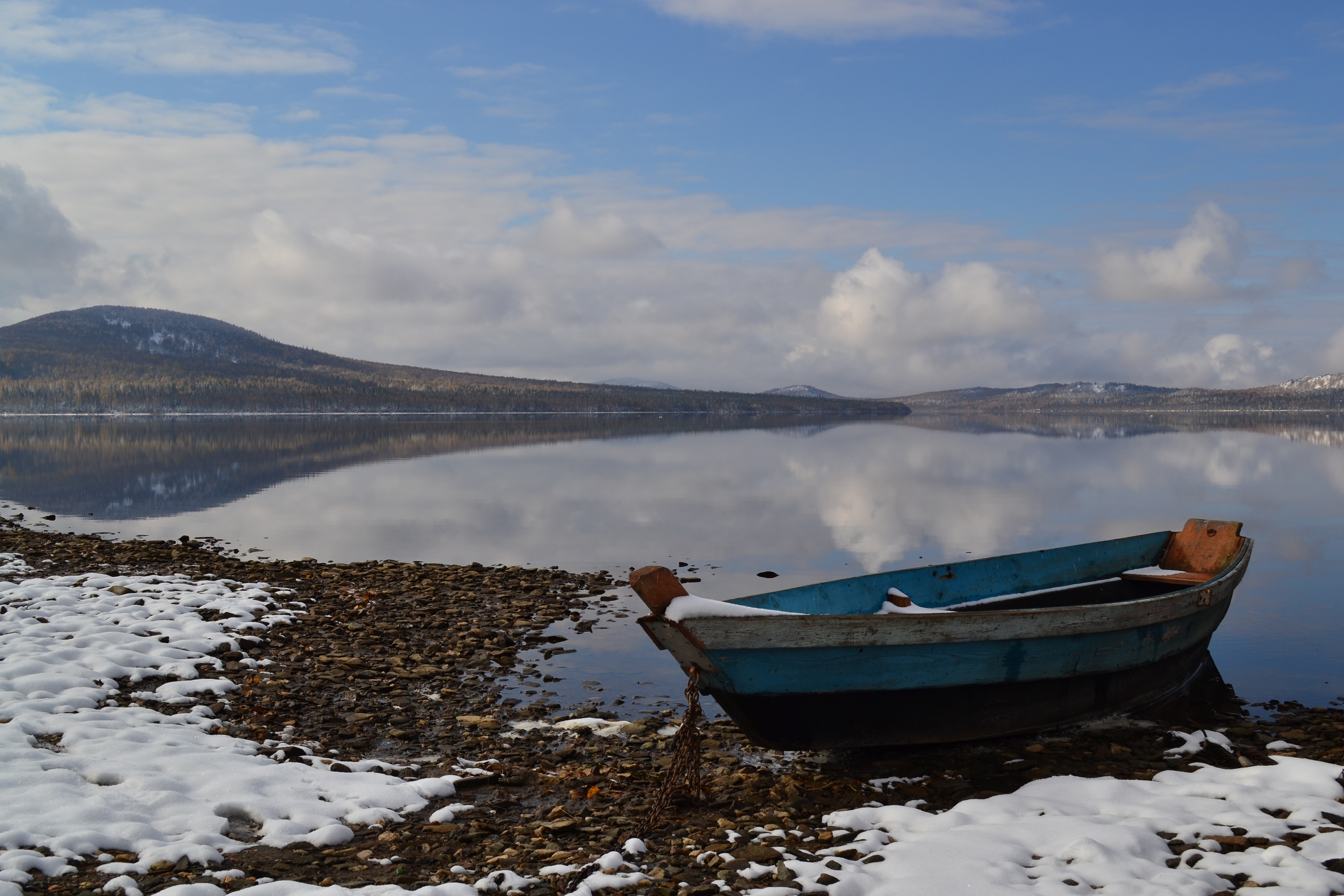
Vissersbootje aan de rand van het Zjoeratkoelmeer.